# Molí Nou (Ulldecona)
El molí Nou és un molí d'Ulldecona (Montsià) inclòs a l'Inventari del Patrimoni Arquitectònic de Catalunya.

## Descripció
Estructura aïllada prop d'Ulldecona, consta de planta baixa amb porta gran de fusta, composta per llinda, muntants i brancal de carreus de pedra, on encara resten les marques de les roderes dels carros. El primer pis té tres balcons i les golfes tres obertures amb forma de semicercle amb tot el voltant fet amb lloses de pedra a la manera de dovelles. La teulada és a doble vessant amb teulada àrab i parets de maçoneria amb els vèrtexs fets amb carreus de pedra picada ben escairats. Entre el primer pis i les golfes hi ha un rellotge de sol pintat a la façana. A la part posterior resten part del salt i la bassa i actualment encara hi passa la séquia.

## Història
Aquest edifici era un molí fariner, però avui dia no queden restes de la maquinària (moles…), si queda, en canvi, el sistema de força hidràulica per fer funcionar la maquinària que també s'aprofita per fer llum.
Està situat a una zona on hi havia diversos molins fariners més (Molí de l'Oloval i el molí de l'Arboli). Sembla que Ulldecona posseïa dues zones de molins: una al Barri Castell, on eren els molins d'oli, i l'altra aquí, on serien fariners.
Aquest molí estava en funcionament a principis del segle xix, i possiblement abans, i baixaven aquí des del Mas de Comú i del Mas de Matarredona, en plena serra del Montsià, a moldre blat, ordi, llegums, ...